# Haluoleo Airport
Haluoleo Airport (indonesiska: Pelabuhan Udara Woltermonginsidi, engelska: Wolter Monginsidi Airport) är en flygplats i Indonesien.   Den ligger i provinsen Sulawesi Tenggara, i den centrala delen av landet, 1 700 km öster om huvudstaden Jakarta. Haluoleo Airport ligger 50 meter över havet.
Terrängen runt Haluoleo Airport är platt åt nordost, men åt sydväst är den kuperad. Runt Haluoleo Airport är det ganska tätbefolkat, med 54 invånare per kvadratkilometer. Närmaste större samhälle är Kendari, 16,2 km nordost om Haluoleo Airport. I omgivningarna runt Haluoleo Airport växer i huvudsak städsegrön lövskog.